# Dom przy ul. Kościelnej 11 w Bystrzycy Kłodzkiej
Dom przy ul. Kościelnej 11 w Bystrzycy Kłodzkiej – zabytkowy budynek w mieście Bystrzyca Kłodzka.
Dwupiętrowy dom mieszkalny z użytkowym poddaszem wybudowany na planie prostokąta w XVI w., przebudowany w początkach XX w.